# Ouwegem
Ouwegem is een dorp in de Belgische provincie Oost-Vlaanderen en een deelgemeente van Kruisem. Het dorp telt ongeveer 1500 inwoners. Ouwegem ligt aan de rand van de Vlaamse Ardennen. Het was een zelfstandige gemeente tot aan de gemeentelijke herindeling van 1977.

## Geschiedenis
De naam Ouwegem is afgeleid van de Germaanse familie van een zekere Aldo; het was het Aldinger-heem, letterlijk woonplaats van de familie van Aldo, en werd reeds in het jaar 830 als dusdanig vermeld. De bewoningsgeschiedenis is echter ouder, want er zijn resten van bewoning uit de Romeinse tijd aangetroffen.
Ouwegem groeide uit tot een heerlijkheid, die onder andere van de baronie van Pamele en de heren van Gavere afhing. In de 15e eeuw was de heerlijkheid in bezit van achtereenvolgens de families De Cockere en Van Maldeghem. In 1521 kwam ze in bezit van de adellijke familie Triest uit Gent. In 1628 werd de heerlijkheid verheven tot baronie.
Ouwegem ontwikkelde zich van een landbouwgemeente tot een belangrijk centrum voor linnennijverheid, zoals men die ook in de nabijgelegen kernen tot de 19e eeuw tot bloei zag komen. Daarna werd de kantnijverheid beoefend, kwamen er wolweverijen en houtzagerijen. Vanaf 1960 verstedelijkte het dorp enigszins door de nabijheid van een bedrijventerrein en de aanleg van nieuwe woonwijken.
In 1977 werd het een deelgemeente van de gemeente Zingem. In 2019 fuseerden Kruishoutem en Zingem tot de nieuwe gemeente Kruisem, waarvan Ouwegem een deelgemeente werd.

## Demografische ontwikkeling
- Bronnen:NIS, Opm:1831 tot en met 1970=volkstellingen; 1976 = inwoneraantal op 31 december

## Bezienswaardigheden
- In het centrum staat de barokke Sint-Jan Baptistkerk. In de kerk bevond zich tot ca. 1867 een van de eerste orgels (1741) van de bekende orgelbouwer Pieter Van Peteghem. Nu staat er een van de allereerste orgels (1867) van orgelbouwer Charles Anneessens.
- Het oude kasteel van Ouwegem is evenwel verdwenen.

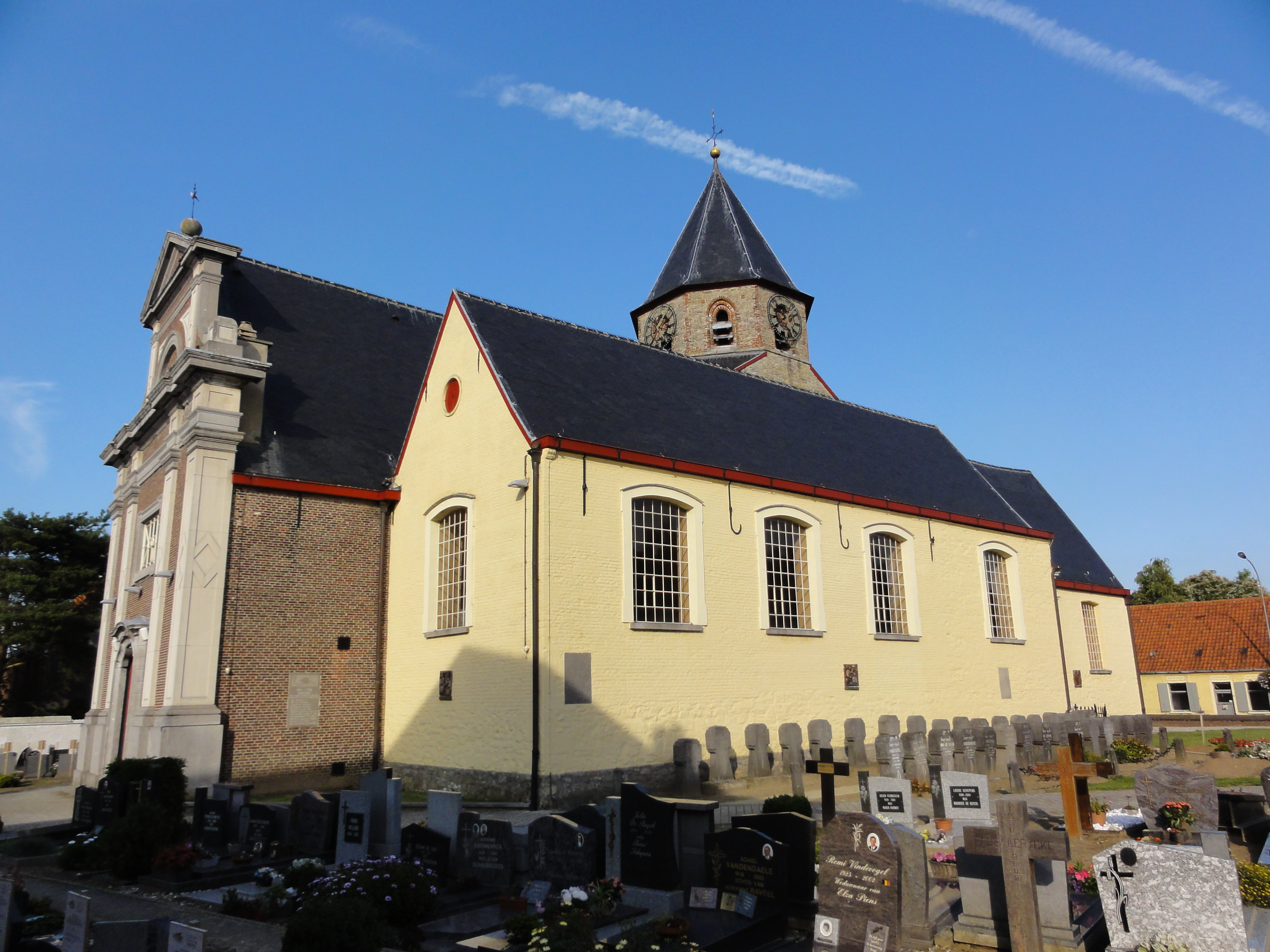
Sint-Jan Baptistkerk
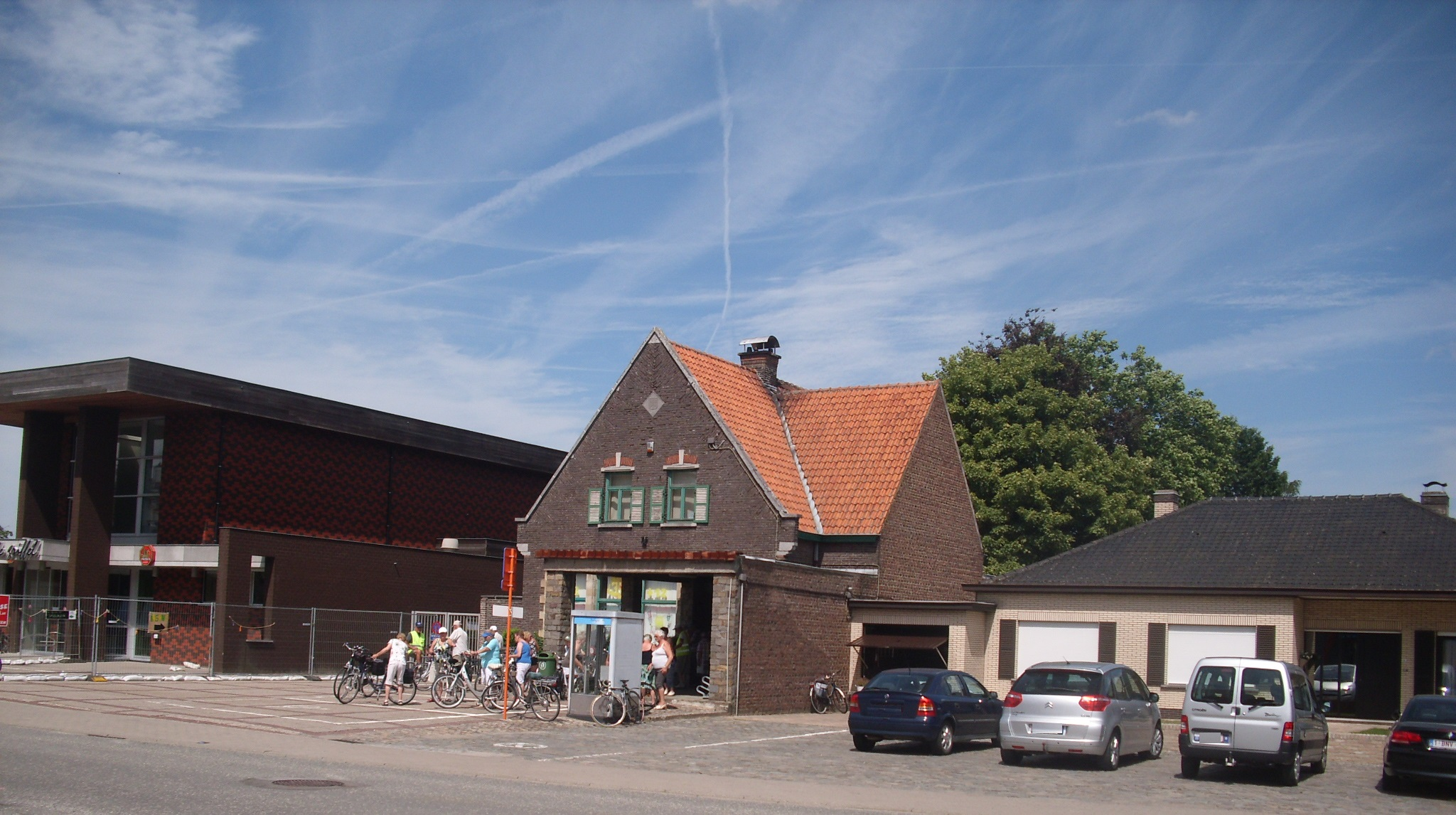
Voormalig gemeentehuis
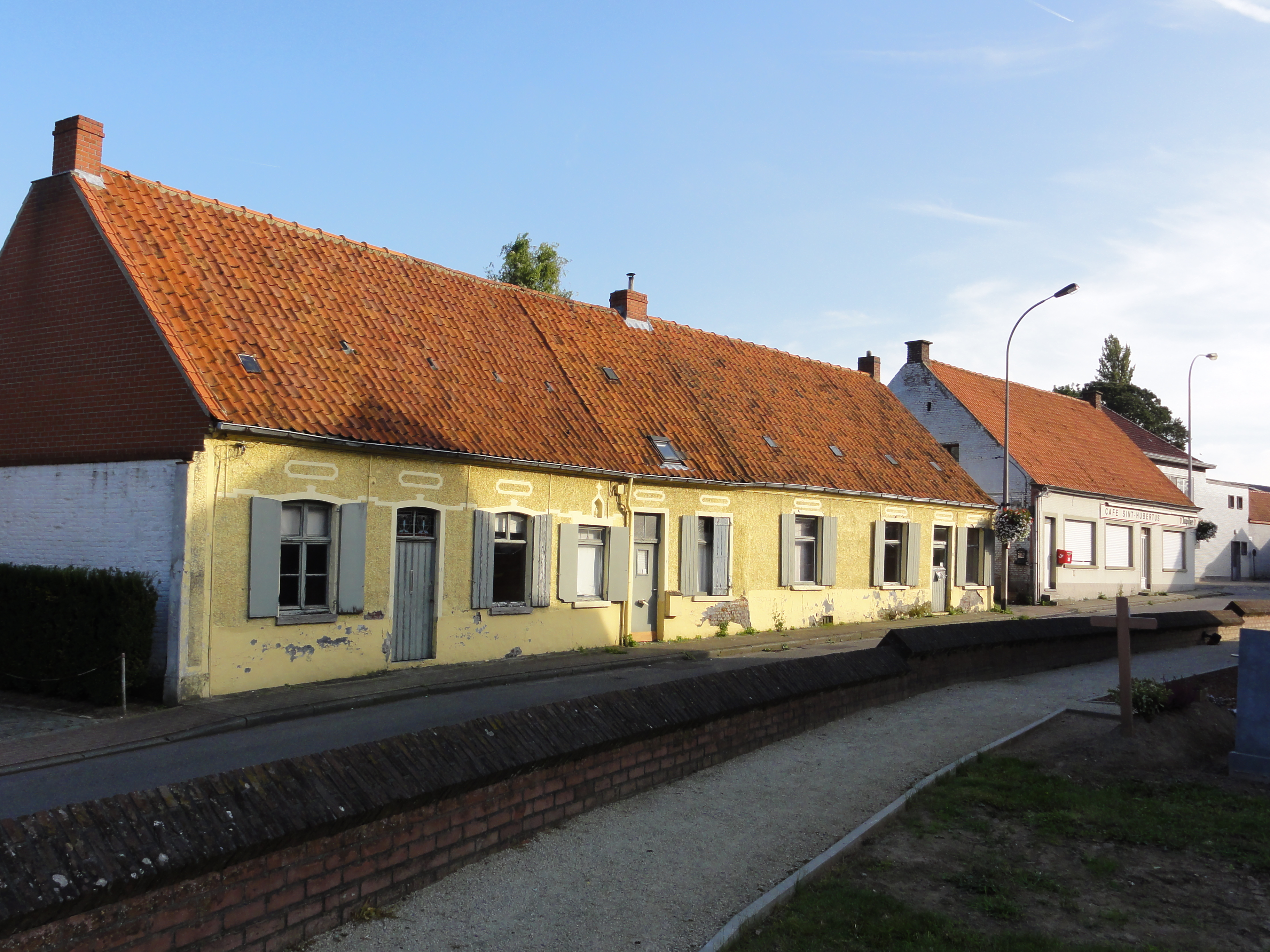
Ouwegemstraat (inmiddels gesloopt)

## Natuur en landschap
Ouwegem ligt op de grens van Zandig Vlaanderen en Zandlemig Vlaanderen. De hoogte bedraagt ongeveer 15 meter. De Wallebeek en de Plankbeek zijn de belangrijkste waterlopen.

## Evenementen
Elke zondag na Pinksteren wordt in Ouwegem de "Fluitjeskermis" gehouden.

## Geboren
- Jaklien Moerman (1931-2011), illustratrice en kunstschilderes

## Nabijgelegen kernen
Asper, Lozer, Mullem, Zingem.
Deelgemeenten: Huise · Kruishoutem · Nokere · Ouwegem · Wannegem-Lede · Zingem

Overige plaatsen: Lede · Lozer · Marolle · Wannegem

Belgische gemeenten · Arrondissement Oudenaarde · Oost-Vlaanderen · Vlaanderen